# Gustav Otruba
Gustav Otruba (* 20. Februar 1925 in Kritzendorf; † 16. Oktober 1994 in Wien) war ein österreichischer Wirtschaftshistoriker, Soziologe und Autor.

## Leben
Gustav Otruba wurde am 20. Februar 1925 in der Ortschaft Kritzendorf bei Klosterneuburg geboren. Nach erfolgreichem Schulabschluss studierte er an der Universität Wien, schloss sein dortiges Studium als Dr. phil. ab und trat in weiterer Folge in den Schuldienst. Nebenbei führte er für die Wiener Arbeiterkammer – zum Teil gemeinsam mit Hertha Firnberg – sozialhistorische und sozialstatistische Forschungen durch. 1954 wurde Otruba mit dem Theodor-Körner-Preis ausgezeichnet. Im Jahre 1965 habilitierte er für Wirtschafts- und Sozialgeschichte an der Universität Wien und wurde am 2. Oktober 1967 als außerordentlicher Universitätsprofessor an die ein Jahr zuvor gegründete Hochschule für Sozial- und Wirtschaftswissenschaften Linz berufen. Mit Otrubas Berufung als Extraordinarius wurde das Institut für Sozial und Wirtschaftsgeschichte an der Linzer Hochschule für Sozial- und Wirtschaftswissenschaften begründet. Mit ihm wurde parallel der Zeithistoriker Karl R. Stadtler berufen.
Im folgenden Jahr erhielt er mit Rudolf Kropf (* 1940) erstmals einen Universitätsassistenten; das Sekretariat wurde erst 1970 eingerichtet. Ebenfalls 1970 erhielt Otruba eine ordentliche Universitätsprofessur und fungierte in den Jahren 1973 und 1974 als Dekan der Sozial-, wirtschafts- und rechtswissenschaftlichen Fakultät. Die Lehrkanzel für Sozial- und Wirtschaftsgeschichte, wie sie damals bezeichnet wurde, betreute auch das Fach Volkskunde, das von Ernst Burgstaller (1906–2000) vertreten wurde. Als zweiter Assistent kam im Laufe der Jahre Udo Bernd Wiesinger (* 1949) ans Institut. Im Jahr 1970 wurden zwei Geschichteinstitute an der Hochschule geführt. Neben dem von Otruba und später von Kropf geleiteten Institut bestand auch noch das Institut für Neuere Geschichte und Zeitgeschichte unter Karl R. Stadler (1913–1987). Aufgrund einer langen und schweren Erkrankung emeritierte er bereits frühzeitig im Jahre 1986 im Alter von 61 Jahren. Zwei Jahre später übernahm Roman Sandgruber (* 1947) die niedergelegte Professur Otrubas.
Seine Forschungsschwerpunkte waren Wirtschafts- und Sozialkunde, Gewerbegeschichte und Frühindustrialisierung nach dem Merkantilismus, Versicherungswesen sowie Neue und Neueste Geschichte. Er veröffentlichte zahlreiche Publikationen, so schrieb er unter anderem regelmäßig in den Oberösterreichischen Heimatblättern und verfasste mindestens 63 Beiträge zu wichtigen Persönlichkeiten in der Deutschen Biographie. Auch in anderen Fachwerken publizierte Otruba regelmäßig. Er galt als Linkskatholik, aber als ÖVP-nah, während Stadler der SPÖ angehörte.
Nachdem er sich in der Pension weiterhin als Forscher und Autor betätigt, sich aber von seiner Krankheit weitgehend erholt hatte, starb Otruba überraschend im Alter von 69 Jahren am 16. Oktober 1994 im Lainzer Krankenhaus in Wien. Am 27. Oktober 1994 wurde er am Hietzinger Friedhof (Gruppe 9, Nummer 170) beerdigt. Er hinterließ seine Ehefrau Maria Auguste Anna (1929–2009).

## Schriften
- Der Jesuitenstaat in Paraguay. Idee und Wirklichkeit, Bergland-Verlag, Wien 1962
- Wiener Flugschriften zur Sozialen Frage 1848. 1, Arbeiterschaft, Handwerk und Handel. Materialien zur Arbeiterbewegung, Wien 1978
- Österreichische Fabriksprivilegien vom 16. bis ins 18. Jahrhundert, Brill Österreich, 1981, ISBN 978-3-205-08729-8.
- Klosterneuburg: Geschichte und Kultur, Bd. 1, Die Stadt, Wien 1992, ISBN 978-3-901025-14-3.